# Teorie kódování a dekódování
Teorie kódování a dekódování byla poprvé zmíněna v eseji "Encoding and Decoding in the Television Discourse" jamajským kulturálním teoretikem Stuartem Hallem v roce 1973. Hall v ní prezentuje teorii, jak jsou mediální zprávy tvořeny, šířeny a interpretovány. Jednoduše řečeno jde o popis procesu kódování a dekódování významů sdělení do zprávy. Snahou podavatele zprávy je, aby zakódovaná informace byla publikem snadno pochopena.

## Definice
Autor tvrdí, že mediální zprávy jsou dekódovány a interpretovány na základě individuálního kulturního prostředí jedince, ekonomického statusu a osobních zkušeností. Publikum tedy má aktivní roli při dekódování významu zprávy a role závisí na jejich sociálním kontextu a následně si může měnit význam zpráv (samo díky kolektivní akci). Jednoduše řečeno jde o popis procesu kódování a dekódování významů sdělení do zprávy. Snahou podavatele zprávy je, aby zakódovaná informace byla publikem snadno pochopena.
Denis McQuail bere teorii kódování a dekódování jako jeden ze čtyř základních modelů komunikace a nazývá ho příjmovým modelem. Mediovaná sdělení jsou tedy podávána příjemci (publiku) s preferovanou možností výkladu (preferované čtení). Dále příjemci nemusí přijmout sdělení tak, jak bylo vysláno podavatelem, ale mohou ho odmítnout anebo částečně přijmout.

### Typy čtení sdělení
Proces dekódování a kódování využívá tří hlavních kódů:
1. dominantní kód (preferovaný);
2. dohodnutý kód (souhlasí s dominantním, ale upozorňuje na případné nedostatky);
3. opoziční kód (zpráva o nějakém tématu psaná v dominantním a tedy pozitivním kódu posílí mezi opozičními příjemci jejich názor o opaku).

Někteří mediální teoretici vymezují ještě tzv. čtvrtý profesionální kód.